# Bahnhof Königshofen (Baden)
Der Bahnhof Königshofen (Baden) ist der Bahnhof von Königshofen, einem Stadtteil von Lauda-Königshofen im Main-Tauber-Kreis in Baden-Württemberg. In Königshofen zweigt die Bahnstrecke Königshofen–Crailsheim von der Bahnstrecke Mosbach-Neckarelz–Würzburg ab.

## Lage
Das Empfangsgebäude befindet sich in der Eisenbahnstraße 1 in Königshofen, unweit der Mündung der Umpfer in die Tauber. Die Frankenbahn verlässt in Königshofen das Taubertal und zweigt ins Umpfertal ab. Die Bahnstrecke Königshofen–Crailsheim folgt hingegen dem Taubertal bis Weikersheim tauberaufwärts.

## Geschichte
Am 1. November 1866 wurde der Bahnhof Königshofen (Baden) eröffnet, als das 53,48 Kilometer lange Teilstück der Strecke Heidelberg–Würzburg zwischen Osterburken und Lauda in Betrieb genommen wurde. Am 23. Oktober 1869 eröffneten Großherzoglich Badischen Staatseisenbahnen die Strecke im Taubertal, seitdem ist Königshofen Trennungsbahnhof.
Der Bahnhof erhielt in den 1970er Jahren sein heutiges Erscheinungsbild. Am 1. Juni 1970 wurde er in eine Außenstelle des Bahnhofs Lauda umgewandelt. 1978 verließen die letzten beiden Mitarbeiter den Bahnhof. Seither ist er unbesetzt. Ende der 1980er Jahre verkaufte die Deutsche Bundesbahn Gebäude und Grundstücke an die Stadt Lauda-Königshofen.
Zur Königshöfer Messe 2016 präsentierte die Gruppe Historisches & Kulturelles in ihren Vereinsräumen im Rathaus eine Ausstellung, die dem 150. Geburtstag des Bahnhofs gewidmet war. Ende der 2010er Jahre kam es zu Umbauarbeiten an der Bahnstation Königshofen.

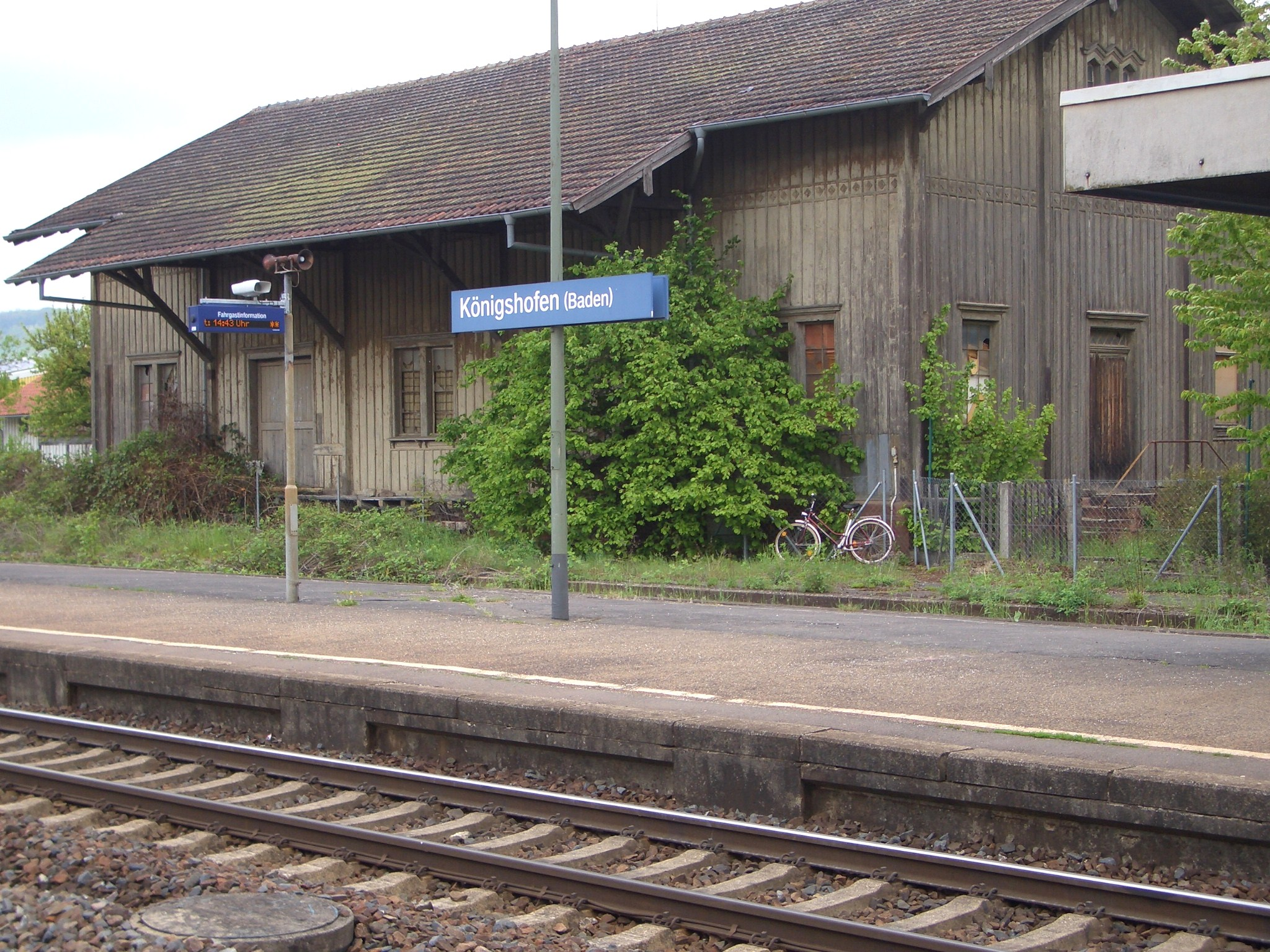
Bahnhof Königshofen, 2013
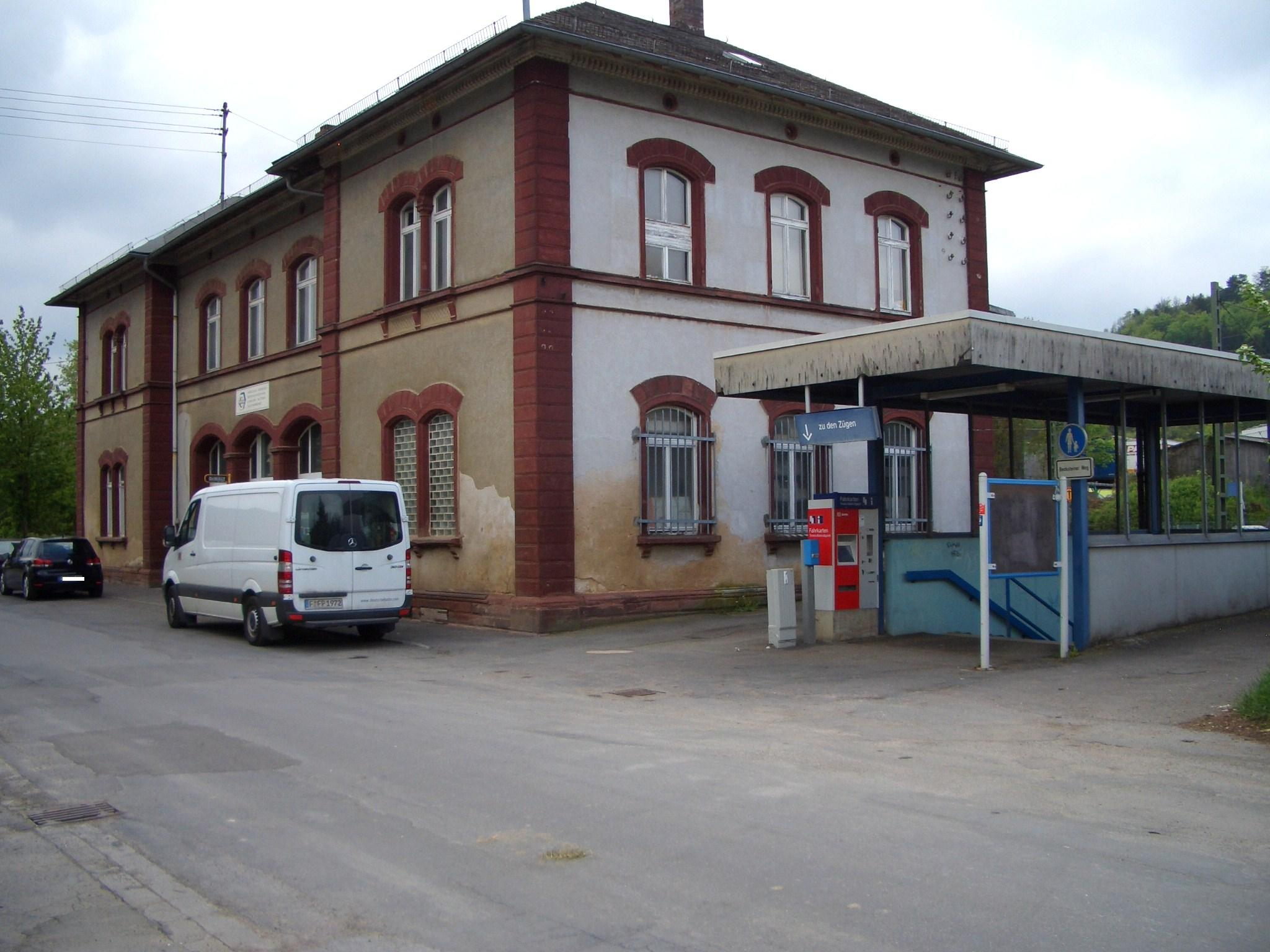
Zugang
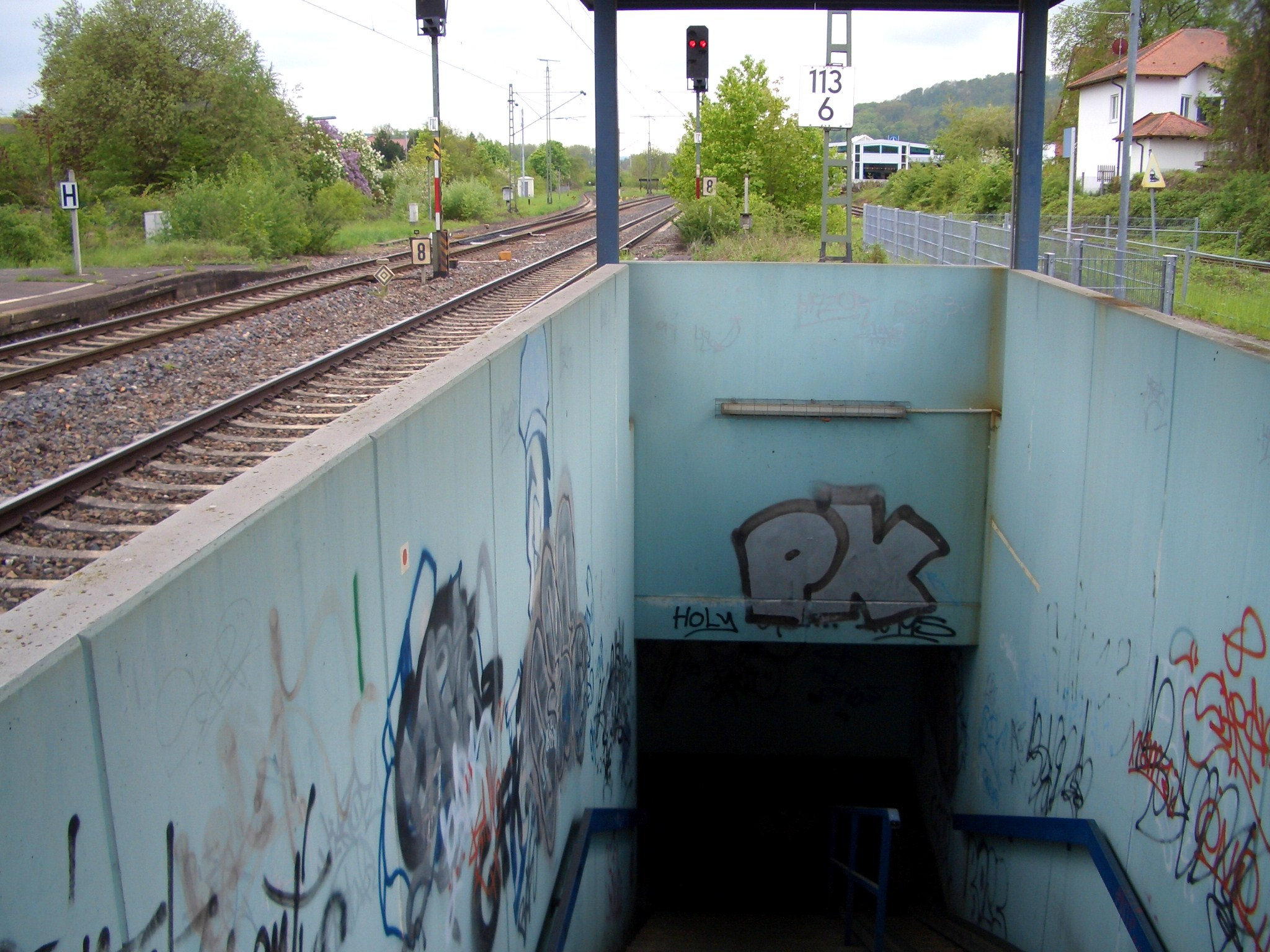
Unterführung
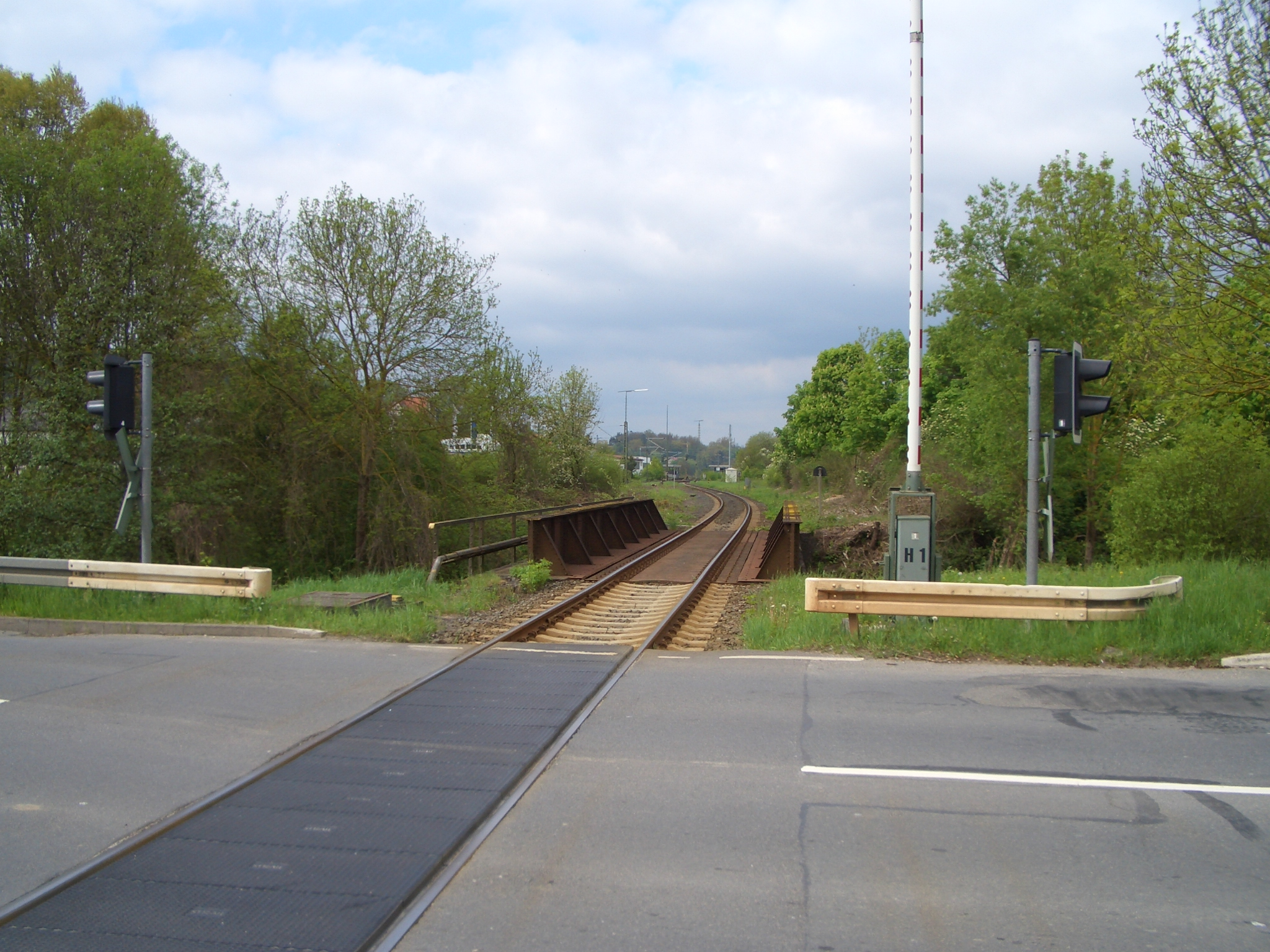
Einfahrt aus Richtung Crailsheim